# Ramona, Kansas
Ramona är en ort i Marion County i Kansas. Vid 2010 års folkräkning hade Ramona 187 invånare.